# Thetford Mines
Thetford Mines – miasto w Kanadzie, w prowincji Quebec, w regionie Chaudière-Appalaches i MRC Les Appalaches. Miasto położone jest nad rzeką Bécancour. Thetford Mines zostało założone jako Kingsville w 1876 roku przez Josepha Fecteau, po odkryciu w pobliżu złóż chryzotylu. Dzisiejszą nazwę nadano w 1905 roku.
Liczba mieszkańców Thetford Mines wynosi 25 704. Język francuski jest językiem ojczystym dla 96,5%, angielski dla 1,5% mieszkańców (2006).
W mieście rozwinął się przemysł spożywczy, jutowy oraz szklarski. W Thetford Mines ma siedzibę muzeum górnictwa.